# یواس‌اس ریکتس (دی‌ئی-۲۵۴)
یواس‌اس ریکتس (دی‌ئی-۲۵۴) (به انگلیسی: USS Ricketts (DE-254)) یک کشتی بود که طول آن ۳۰۶ فوت (۹۳ متر) بود. این کشتی در سال ۱۹۴۳ ساخته شد.